# Borough of Barrow-in-Furness
Barrow-in-Furness – dawny dystrykt niemetropolitalny o statusie borough w hrabstwie Kumbria w Anglii. Utworzony został 1 kwietnia 1974, a zlikwidowany 1 kwietnia 2023; włączony do nowo utworzonej jednostki typu unitary authority Westmoreland and Furness.

## Miasta
- Barrow-in-Furness
- Dalton-in-Furness

## Civil parishes
- Askam and Ireleth, Dalton Town with Newton i Lindal and Marton[3].

## Inne miejscowości
- Biggar, Dendron, Foxfield, Gleaston, Lindal in Furness, Newton, North Scale, Rampside, Roose.